# Воейков, Фёдор Матвеевич
Фёдор Матве́евич Вое́йков (1703—1778) — российский дипломат и государственный деятель из рода Воейковых, генерал-аншеф.

## Биография
Был представителем в Митаве (1744—1745), затем губернатором Риги, с 29 марта 1753 по 20 февраля 1758 года в звании генерал-поручика (произведён 25.12.1755) — губернатор Рижской губернии.
С 1758 по 1762 год — чрезвычайный посланник и полномочный министр в Польше, где активно противодействовал английскому и немецкому влиянию и боролся за права православных верующих.
Во время Семилетней войны с 4 июля 1762 по 22 апреля 1763 года был последним генерал-губернатором оккупированной русскими войсками Восточной Пруссии с резиденцией в Кёнигсберге. После подписания мира с Пруссией следил за выводом русских войск, возглавлял Лифляндскую дивизию (1762—1766).
С 3 марта 1763 года — генерал-аншеф.
В 1766 году стал генерал-губернатором Киевским и Новороссийским («Киевской губернии Генерал Губернатор, Новороссийской губернии Главный Командир»). Пробыл в должности до 1775 года.

## Награды
- Орден Святого Александра Невского (25.11.1758)[2].
- Орден Белого орла

## Семья
Родился в семье Матвея Фёдоровича Воейкова, имел брата Александра и сестёр: Марию (была замужем за дедом А. С. Пушкина, Львом Александровичем Пушкиным) и Анну (была замужем за Сергеем Ивановичем Грушецким; их сын, Владимир, впоследствии стал сенатором, действительным тайным советником, герольдмейстером Двора).
Его дочь Прасковья (1757—1801) была замужем за князем Г. П. Гагариным.

## Память
В Калининграде именем Фёдора Воейкова названа новая улица. В галерее губернаторов в здании Правительства Калининградской области портрет Ф. Воейкова отсутствует, так как его изображение найти не удалось.